# Vandenboschia miuraensis
Vandenboschia miuraensis är en hinnbräkenväxtart som beskrevs av Ebihara. Vandenboschia miuraensis ingår i släktet Vandenboschia och familjen Hymenophyllaceae. Inga underarter finns listade.